# Dominique Vinck
Pour les articles homonymes, voir Vinck.
Dominique Vinck, né en 1959, est sociologue des sciences et de l'innovation.

## Carrière
Dominique Vinck (né en 1959, à Soignies en Belgique), sociologue des sciences et de l'innovation, est Professeur ordinaire à l'Université de Lausanne.
Ingénieur chimiste et des industries agricoles (Gembloux Agro-Bio Tech), licencié en philosophie (UCLouvain) et docteur en socio-économie de l'innovation (École des Mines de Paris), ses travaux portent sur les articulations entre sciences, techniques et sociétés. Sa thèse de sociologie porte sur l'ethnographie d'un laboratoire de recherche en biochimie cellulaire et l'analyse de 120 réseaux de coopération scientifique au niveau européen (domaine de la santé). Dans ce cadre, il avance la notion d'objet intermédiaire. Il mène aussi un travail d'ingénieur sur les transferts de technologies, les technologies appropriées et la revalorisation des technologies autochtones (Muchnick J., Vinck D., La transformation du manioc, PUF, 1984), et un travail de philosophie sur les enjeux éthiques du génie génétiques.
À la fin des années 1980, aux Facultés universitaires de Namur, il participe à la création de la Cellule interfacultaire de Technology Assessment.
Depuis 1992, il est membre du laboratoire CRISTO, puis Pacte, de Grenoble où il contribue au développement d'une sociologie de l'innovation et des études sociales sur les sciences et les techniques. Avec le sociologue Alain Jeantet et des chercheurs en mécanique, il reprend et adapte sa notion d'objet intermédiaire pour l'analyse des processus et activités de conception.
En 2006, il participe à la fondation de la Société d'Anthropologie des Connaissances qu'il préside jusqu'en 2013 et dont il dirige la revue (Revue d'Anthropologie des Connaissances) jusque fin 2024. Il est également impliqué dans les réseaux latino-américains d'études sociales des sciences et des techniques (ESOCITE, revue REDES, Professeur invité à l'Université nationale de Colombie et à l'Université de Los Andes) et dans les revues Engineering studies et Science & Technology Studies.
En 2011, il rejoint l'Université de Lausanne (Suisse) en tant que Professeur ordinaire et le Membre du STSLab (STSLab). Avec des chercheurs de plusieurs Facultés, il crée le Laboratoire de cultures et humanités digitales (LaDHUL), puis de 2019 à 2021, dirige l'Institut des Sciences sociales. Il enseigne à l'Ecole polytechnique fédérale dans le cadre du Collège des Humanités.
En 2025, il scénarise, dessine et édite une première bande dessinée en sciences sociales sur le glyphosate et sa controverse.

## Domaine de recherche
Son domaine de recherche concerne l’analyse des rapports entre sciences, techniques et sociétés. Après avoir étudié les réseaux de coopération scientifique et contribué à une sociologie de l'activité de conception et d'innovation, puis les nanosciences et nanotechnologies en privilégiant notamment une approche ethnographique, ses travaux portent désormais sur les technologies numériques dans le domaine des cultures et humanités numériques, avec trois axes : l'étude de la conception et du développement d'outils numériques dans les sciences humaines et sociales et les institutions culturelles, le façonnage de nouveaux êtres numériques et l'étude des sciences humaines et sociales aux prises avec les outils numériques.

## Liens utiles
- Revue d’Anthropologie des Connaissances, revue multidisciplinaire en sciences sociales, publie des travaux à la fois théoriques et pratiques qui visent à montrer comment les connaissances se forment et se diffusent.
- Engineering studies
- Science & Technology Studies
- Comité de recherche "Sciences, innovation technologique et société" de l'AISLF.
- Société d'Anthropologie des Connaissances
- PACTE
- Laboratoire de cultures et humanités digitales de l'Université de Lausanne